# Bistr

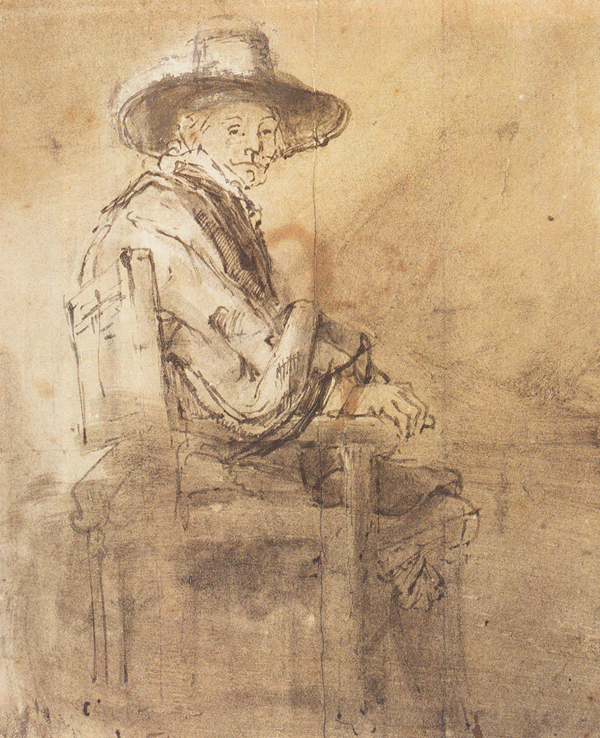
Sedící Jacob van Loon od Rembrandta, pero a bistr

Bistr je hnědý, průsvitný pigment lazurního charakteru, vyrobený vyvařením sazí z bukového dřeva. Používá se v malbě, má žlutavý nádech a je nestálý. Historičtí umělci bistr používali jako inkoust.